# Abraham Olano
Abraham Olano Manzano (Anoeta, 22 de janeiro de 1970) é um ex-ciclista espanhol, que competiu profissionalmente entre 1992-2002. Ele foi campeão mundial tanto em estrada (1995) como em  contra-relógio (1998),sendo o primeiro ciclista do sexo masculino na história a conseguir este feito. Atualmente é o diretor técnico da Volta a Espanha.
Figurou de forma constante nas Grandes Voltas: ganhou uma Volta a Espanha (1998) e foi segundo em outra (1995), subiu ao pódio duas vezes no Giro d'Italia (1996 e 2001) e foi classificado três vezes entre os dez melhores no Tour de France (com um quarto lugar como a melhor colocação, em 1997). No total obteve seis vitórias  em etapas na volta e uma no Tour, todos na modalidade Contra-relógio.
Olano também foi bicampeão da Espanha nas modalidades estrada e tempo (1994), medalha de prata olímpica em contra-relógio (Atlanta 1996) e vencedor de provas por etapas diversas de uma semana, incluindo o Tour da Romandia (1996) e Tirreno-Adriático (2000).

## Biografia

### Início no ciclismo
Terceiro de seis irmãos, seu pai tinha sido ciclista amador e montava bicicletas com peças antigas de diferentes procedencias. Foi através deste que, apesar das dificuldades econômicas pode ter sua primeira bicicleta aos 9 anos.
Em 1981, quando ele tinha 11 anos, foi realizado em Tolosa, perto de sua cidade o Campeonato Mundial de Ciclocross, ficando impressionado com a cara de sofrimento de um ciclista suíço durante a prova. Esta experiência o levou a se inscrever na Escola de Ciclismo Oria de Tolosa, sem consultar seus pais . Olano ia em sua bicicleta para as aulas em Tolosa (três quilômetros de sua casa).
Sua relação com a escola não era boa, devido à dislexia diagnosticada tardiamente e mal tratada.

## Resultados em Grandes Voltas e Campeonatos Mundiais
Durante sua carreira esportiva conseguiu os seguintes postos nas Grandes Voltas e nos Campeonatos Mundiais de Ciclismo
| Corrida                | 1992 | 1993 | 1994 | 1995 | 1996 | 1997 | 1998 | 1999 | 2000 | 2001 | 2002 |
| ---------------------- | ---- | ---- | ---- | ---- | ---- | ---- | ---- | ---- | ---- | ---- | ---- |
| Giro d'Italia          | -    | -    | -    | -    | 3.º  | -    | -    | -    | -    | 2.º  | -    |
| Tour de France         | -    | Ab.  | 30.º | -    | 9.º  | 4.º  | Ab.  | 6.º  | 34.º | -    | 78.º |
| Vuelta a España        | -    | -    | 20.º | 2.º  | -    | Ab.  | 1.º  | Ab.  | 19.º | 64.º | -    |
| Mundial em Rota        | -    | -    | Ab.  | 1.º  | Ab.  | -    | -    | -    | -    | -    | -    |
| Mundial Contra-relógio | X    | X    | 5.º  | 2.º  | 8.º  | -    | 1.º  | -    | 5.º  | -    | -    |

-: não participou

Ab.: abandonou

X: edições não celebradas